# Фенхольт, Джефф
Джеффри Крэйг Фенхольт (англ. Jeffrey Craig Fenholt; 15 сентября 1951 — 10 сентября 2019) — американский певец, получивший известность как первый исполнитель роли «Иисуса в мюзикле Иисус Христос — суперзвезда» (на материале одноимённой рок-оперы; Бродвей, 1971). Позднее Фенхольт делал карьеру баптистского проповедника, но этому помешала его причастность к хэви-метал-группе Black Sabbath.

## Биография
Фенхольт рос в штате Огайо и пошёл в школу в городе Колумбус.
В автобиографии, вышедшей в Fenholt’s 1994 году под названием «Из Тьмы во Свет» (англ: From Darkness To Light) утверждал о своем тяжелом детстве и избиениях. В свою очередь, его родные братья говорили, что Фенхольт придумал это для своей карьеры евангелиста. В 1996 году, как сообщило агентство TBN его родители выставили судебный иск на сумму 12 миллионов долларов каждый к самому Фенхольту и издателю автобиографии за клевету. Позднее судебный процесс был прекращен после того, как Фенхольт предъявил документы из Верховного суда штата, подтверждающие его слова. Позднее Фенхольт говорил что поддерживает «тёплые отношения» с матерью.
Он был связан со многими рок-группами и принимал участие в различных школьных мероприятиях. Фенхольт впервые попал в хит-парад Top 40 в 14 лет записав с группой «The Fifth Order» песню «Gone Too Far». По его собственным словам он был обеспокоенной ростом преступности среди молодежи и несовершеннолетних. Позже, он работал, учась в университете Jeffrey Mining Machinery Co. Фенхольт в течение двух лет посещал музыкальное отделение Университета штата Огайо.
В 1971 году Фенхольт прошёл отбор и получил главную роль в бродвейской постановке рок-оперы Иисус Христос — суперзвезда в театре Mark Hellinger Theatre. Ирония в том, что Ted Neeley, который играл эту роль в дальнейшем, а также снялся в фильме 1974 года, был дублёром Фенхольта. Кроме того, другие легенды этой рок-оперы, такие как Карл Андерсон и Ивонн Эллиман сопровождали его во время мирового турне с рок-оперой (роли Иуды и Марии Магдалины).
В 1978 году Фенхольт записывает пластинку в стиле диско под названием «Smile» для CBS получает за неё вознаграждение в размере трёхсот тысяч долларов. Фенхольт так же работает как приглашенный артист для компаний Capitol Records, Universal, Paramount, Polygram, Polydor, Decca, RCA.
В начале 1980-х годов стал вокалистом американской группы «Bible Black», созданной двумя бывшими участникам «Rainbow» — басистом Крэйгом Грабером и барабанщиком Гэри Дрисколлом вместе с гитаристом Эндрю Макдоналдом.

## Приход к христианству
В автобиографии Фенхольт пишет, что к концу турне «Иисус Христос — суперзвезда» он серьёзно увлекся наркотиками и алкоголем. Это же подтверждает и работник Nick Disipio, который в то время чинил дом Фенхольта, нанятый его женой. Фенхольт окончательно утвердился в христианстве и последующие годы постоянно балансировал между своей верой и карьерой. Его роль Иисуса была использована Фенхольтом для позиционирования себя как евангелиста. Фенхольт часто появляется со своей женой Морин, которую он зовет «Рини». В это время он так же отрастил себе длинные волосы.

## Black Sabbath
Фенхольт построил свою собственную карьеру на TBN главным образом из за роли на Бродвее и участием в группе Black Sabbath. В книге «Never Say Die» Фенхольт говорит, что внезапно менеджер Black Sabbath Дон Арден информировал его о том, что он будет петь в Black Sabbath.
Книга 'Never Say Die' выпущенная Garry Sharpe-Young и позже дополненная под названием «Sabbath Bloody Sabbath — The battle for Black Sabbath» утверждает, что во времена Фенхольта с группой было сделано большое количество записей. Это были тяжёлые и запутанные времена у группы. Певец Дэвид Донато покинул группу после шести месяцев, успев сделать только запись демо. Гизер Батлер и Билл Уорд так же покинули группу, оставив Тони Айомми как единственного участника.
Дон Арден предложил Айомми использовать Фенхолда как солиста и наконец, записать песни для нового альбома. В книге 'Never Say Die' написано со слов других участников группы того времени — что Фенхольт не знал о планах Айомми выпустить сольный альбом.
Клавишник Джефф Николс утверждает что Айомми хотел использовать различных певцов, включая Дэвида Ковердэйла, Стива Марриота, Глена Хьюза и Роба Хэлфорда.
Фенхольт говорит, что некоторые из мелодий написанные им использовались при выпуске альбома Seventh Star и что он не получил за них никакого вознаграждения. Ни один из текстов сочиненных Фенхольтом не использован, что подтверждается сравнением демозаписи и альбома. Слухи говорят о том, что он оставил проект из-за личного конфликта между его верой и текстами песен, написанными Джефом Николсом. Позднее Айомми заявил, что Фенхольт никогда не был в группе, а сделанные записи не более чем проба его голоса для группы. Он так же сказал что у Фенхольта хороший голос, но он не сочетается с лирикой группы.

## Падение
С 1985 по 1988 года Джефф становится вокалистом группы Joshua, исполняющей хэви-метал с христианскими текстами. С ней он записывает альбом «Surrender» (1985).
В 1987 году Фенхольт в составе христианского хора выступал в спорткомплексе «Олимпийский», Москва.
В 1993 году Фенхольт в передаче 700 Club на телевидении заявил, что планирует организовать на Хелловин фестиваль в местечке en:Mount Horeb, Wisconsin., однако после своего прибытия туда получил от настоятельницы церкви Селены Фокс судебный запрет не только на проведение шоу но и на приближение к границам деревни.
В декабрьском номере журнала Vanity Fair прошлое Фенхольта охарактеризовали как «мальчик игрушка» для Галы Дали — супруге художника Сальвадор а Дали. Гала была известна увлечением юными художниками на позднем отрезке своей жизни.
Фенхольт развелся в 1998 году и покинул TBN , за исключением некоторых кратких выступлений, в том числе после событий 11 сентября 2001 года. Фенхольт заявил, что после своего развода он «потерял огонь».
Фенхольт появился на сцене 3 марта 2004 года как гость программы Behind the Scenes с ведущим Paul Crouch, где говорил о Black Sabbath цитируя на их биографию ‘Never Say Die’. В 2008 году Фенхольт являлся исполнительным продюсером серии концертов на Олимпийских играх в Пекине.
На официальном сайте Фенхольта отмечено что он являлся приглашенным вокалистом для групп «Black Sabbath» и Rainbow.

## Личная жизнь
Фенхольт проживал со своей женой Ким в пляжном домике в городе Ньюпорт-Бич, штат Калифорния, имеет ранчо в Колорадо. 10 сентября 2019 Фенхольта нашли мертвым в собственном доме.

## Цитаты
Джефф Fenholt пел на некоторых записях для Тони Айомми  в 1985 году в  (Лос-Анджелесе). Тони искал вокалиста для своего сольного альбома. Джефф пришел  и работал в студии с января по май. Этот проект стал  альбомом "Seventh Star"  "Black Sabbath" с Гленном Хьюзом на вокале, и моим первым альбомом. Вот, собственно и вся история. У Джеффа был прекрасный голос, но просто с ним ничего не вышло.
Эрик Сингер